# Gilles Emptoz-Lacote
Gilles Emptoz-Lacote (Parigi, 15 dicembre 1977) è un ex tuffatore, dirigente sportivo e allenatore di tuffi francese.

## Biografia
Ha iniziato a praticare i tuffi nel 1986. Ha gareggiato per nove anni nell'AS Monaco. Ha frequentato l'Institut national du sport, de l'expertise et de la performance (INSEP) fino al 2001.
Agli europei di nuoto di Siviglia 1997 ha vinto la bronzo nel sincro 10 metri, con il connazionale Frédéric Pierre.
Ha rappresentato la Francia ai Giochi olimpici estivi di Sydney 2000, classificandosi ventesimo nel concorso dei tuffi dalla piattaforma 10 metri, e, al fianco di Frédéric Pierre, sesto nel sincro 3 metri e ottavo nel sincro 10 metri.
Dopo i ritiro dalla carriera agonista è divenuto allenatore di tuffi, guidando la nazionale francese ai Giochi olimpici di Pechino 2008 e Londra 2012. Tra gli altri ha allenato Mathieu Rosset che sotto la sua guida, tra l'altro, è stato incoronato campione europeo nel trampolino 3 metri ai Eindhoven 2012.
Dal 2012 al 2015 ha diretto la Federazion nazionale di tuffi (Fédération nationale de plongeon).
Si è trasferito in Canada nel 2015 divenendo capo allenatore presso il National High Performance Centre di Toronto ed ha assunto la guida della nazionale.

## Palmarès
- Europei di nuoto

Siviglia 1997: bronzo nel sincro 10 m;